# بنته پاولیس
بنته پاولیس (هلندی: Bente Paulis؛ زادهٔ ۱۴ فوریهٔ ۱۹۹۷)  قایقران روئینگ زن اهل هلند است.
وی در مسابقات کشوری و بین‌المللی در مجموع برندهٔ ۴ مدال نقره شده است.